# جيولا ي. كاتونا
جيولا ي. كاتونا (بالمجرية: Katona Gyula Y.)‏ هو رياضياتي مجري، ولد في 4 ديسمبر 1965.